# جي. موراي هووكر
جي. موراي هووكر هو محامي وسياسي أمريكي، ولد في 29 أكتوبر 1873، وتوفي في 6 أغسطس 1940 في ستيوارت (فرجينيا) في الولايات المتحدة. نشط حزبياً في الحزب الديمقراطي. وقد انتخب عضو مجلس نواب الولايات المتحدة عن ولاية فرجينيا ‏ وانتخب عضو مجلس النواب الأمريكي.